# Sebastian Scheffer (Mediziner)
Sebastian Scheffer (auch Sebastianus Schefferus; * 2. Januar 1631 in Frankfurt am Main; † 10. Januar 1686 ebenda) war ein deutscher Arzt.

## Leben
Scheffer wurde als Sohn von Wilhelm Ernst Scheffer (1590–1664), einem Frankfurter Arzt, geboren. Sein Vater sorgte zunächst für seine gute Vorbildung und Erziehung. 1648 ging er an die Universität Straßburg, an der er ein Studium der Philosophie aufnahm. Es folgte ein Studium der Medizin an den Universitäten in Leipzig und Helmstedt. Er ging auf eine wissenschaftliche Studienreise in die Niederlande und nach Frankreich. Nach seiner Rückkehr wurde er an der Universität Heidelberg zum Dr. med. promoviert.
Scheffer ließ sich als praktischer Arzt in seiner Heimatstadt Frankfurt nieder. Er half zunächst seinem Vater und war weiter um die Wissenschaft bemüht. Nach seines Vaters Tod wurde er 1664 zum Stadtphysicus von Frankfurt ernannt. Er war Mitglied der Akademie der Recuperati. Am 5. April 1680 wurde Sebastian Scheffer mit dem akademischen Beinamen Perseus II. als Mitglied (Matrikel-Nr. 92) in die Leopoldina aufgenommen. Für letztere verfasste er eine Reihe von Aufsätzen.

## Publikationen (Auswahl)
- Disputatio Medica De Melancholica Desipientia, Muller, Helmstedt 1652.
- Introductio in universam artem medicam singulasque ejus partes, Muller, Helmstedt 1654.
- mit anderen: Praxis medica curiosa: hoc est, Galeni methodi medendi libri XIV, Erythropilus, Frankfurt am Main 1680.